# Calydna
Genre
Calydna est un genre d'insectes lépidoptères de la famille des Riodinidae qui résident tous dans le nord de l'Amérique du Sud.

## Dénomination
Le nom Calydna leur a été donné par Edward Doubleday en 1847.

## Liste des espèces
- Calydna cabira Hewitson, 1854; présent en Guyane et au Brésil.
- Calydna caieta Hewitson, 1854; présent en Guyane et au Brésil.
- Calydna calamisa Hewitson, 1854; présent au Brésil.
- Calydna candace Hewitson, 1859; présent au Brésil.
- Calydna carneia Hewitson, 1859; présent au Brésil
- Calydna catana Hewitson, 1859; présent au Venezuela et au Brésil.
- Calydna cea Hewitson, 1859; présent au Brésil et au Pérou.
- Calydna charila Hewitson, 1854; présent au Brésil et au Pérou.
- Calydna fissilisima Hall, 2002; présent au Brésil
- Calydna hiria (Godart, [1824]); présent au Brésil et au Pérou.
- Calydna jeannea Hall, 2002; présent au Pérou.
- Calydna lusca (Geyer, [1835]); présent au Mexique et au Pérou.
- Calydna micra Bates, 1868; présent au Brésil
- Calydna nicolayi Hall, 2002;présent au Pérou.
- Calydna stolata Brévignon, 1998; présent en Guyane
- Calydna thersander (Stoll, [1780]); présent en Guyane, en Guyana, au Surinam et au Brésil.
- Calydna sturnula (Geyer, 1837) présent au Mexique et au Brésil.
- Calydna venusta Godman & Salvin, [1886]; présent  au Mexique, à Panama, en Colombie, au Venezuela,  à Trinité-et-Tobago, en Guyane, en Guyana, au Surinam et au Brésil.

### Source
- Calydna sur funet
- Alesa sur Tree of Life